# Ruta 248 (Costa Rica)
La Ruta 248, oficialmente Ruta Nacional Secundaria 248, es una ruta nacional de Costa Rica ubicada en la provincia de Limón.

## Descripción
En la provincia de Limón, la ruta atraviesa el cantón de Pococí (el distrito de  Roxana), el cantón de Guácimo (los distritos de Guácimo, Río Jiménez, Duacarí).